# Ivan Abramson
Ivan Abramson (Vilnius, 1869 – New York, 15 settembre 1934) è stato un regista, sceneggiatore e produttore cinematografico statunitense di origine russa.

## Filmografia

### Sceneggiatore
- Sins of the Parents, regia di Ivan Abramson (1914)
- Should a Woman Divorce?, regia di Edwin McKim (1914)
- The Unwelcome Wife, regia di Ivan Abramson (1915)
- A Mother's Confession, regia di Ivan Abramson
- The Concealed Truth, regia di Ivan Abramson
- Forbidden Fruit (o Who's to Blame?), regia di Ivan Abramson (1915)
- A Fool's Paradise
- The Immortal Flame, regia di Ivan Abramson (1916)
- The City of Illusion, regia di Ivan Abramson (1916)
- Her Husband's Wife, regia di Ivan Abramson (1916)
- The Faded Flower, regia di Ivan Abramson (1916)
- Her Surrender, regia di Ivan Abramson (1916)
- The Sex Lure, regia di Ivan Abramson (1916)
- Enlighten Thy Daughter
- One Law for Both, regia di Ivan Abramson (1917)
- Sins of Ambition, regia di Ivan Abramson (1917)
- Married in Name Only, regia di Edmund Lawrence (1917)
- Suicidio morale (Moral Suicide), regia di Ivan Abramson (1918)
- When Men Betray
- Ashes of Love, regia di Ivan Abramson (1918)
- The Echo of Youth, regia di Ivan Abramson (1919)
- Someone Must Pay, regia di Ivan Abramson (1919)
- A Child for Sale, regia di Ivan Abramson (1920)
- The Wrong Woman, regia di Ivan Abramson (1920)
- Mother Eternal, regia di Ivan Abramson (1921)
- Wildness of Youth, regia di Ivan Abramson (1922)
- Meddling Women, regia di Ivan Abramson (1924)
- I Am the Man, regia di Ivan Abramson (1924)
- Lying Wives, regia di Ivan Abramson (1925)
- Enlighten Thy Daughter

### Regista
- Sins of the Parents (1914)
- The Unwelcome Wife (1915)
- A Mother's Confession
- The Concealed Truth
- Forbidden Fruit (o Who's to Blame?)
- A Fool's Paradise
- The Immortal Flame
- The City of Illusion
- Her Husband's Wife (1916)
- Sins of Ambition (1917)
- Suicidio morale (Moral Suicide) (1918)
- Ashes of Love (1918)
- The Echo of Youth (1919)
- Someone Must Pay (1919)
- A Child for Sale (1920)
- Mother Eternal (1921)
- Wildness of Youth (1922)
- Meddling Women (1924)
- Lying Wives (1925)